# ジョン・クランコ
ジョン・クランコ （John Cranko, 1927年8月15日 - 1973年6月26日）は、南アフリカ出身・イギリス国籍のバレエダンサー・振付家。
イギリスで振付家として名を成したのち、1961年からドイツのシュトゥットガルト・バレエ団の芸術監督を務め、同バレエ団をヨーロッパ有数のバレエ団に育て上げた。生涯で90作を超えるバレエを作り、代表作である 『オネーギン』 は金字塔と呼ばれ、今日でも各国で上演され続けている。

## 生涯
南アの小都市ルステンブルクに長男として生まれる。父親はオランダ系南アフリカ人の事務弁護士、母親はイギリス人で子持ちの再婚だった。両親はかつてロンドンでバレエ・リュスの公演を観たことがあり、異父の姉はバレエを習っていたというバレエ好きの一家だった。しかし8歳のとき父母は離婚し、クランコはやがて父親に引き取られる。その後、学校は嫌いだが人形劇に熱中するという特異な少年時代を過ごした。
13歳でバレエを習い始め、17歳でケープタウン大学の舞踊課程の学生となった。この頃早くも自身のバレエ作品としてストラヴィンスキーの 『兵士の物語』 を作り、地元のバレエ団で上演している。1946年2月、18歳のときにプロとしての本格的な舞台を求めてイギリスに渡った。サドラーズ・ウェルズ・バレエ学校で学びながら、同・シアター・バレエ団（現バーミンガム・ロイヤル・バレエ団）の公演にも出演。当初から振付家を志望しており、その才能は間もなくニネット・ド・ヴァロアに認められるところとなった。
『別れ』(Adieu、1947年)、『美女と野獣』（1949年）などの短い物語バレエで成功を収める。また失敗作に終わったものの、イギリスを巡演に訪れたニューヨーク・シティ・バレエ団向けにバランシンの依頼で 『魔女』（The Witch、
1950年）を制作した。1950年、23歳でサドラーズ・ウェルズ・シアター・バレエ団の常任振付家となり、翌1951年からは本家のサドラーズ・ウェルズ（現ロイヤル・バレエ団）向けにも振付を行った。しかしアシュトンの存在が大きく、十分な振付の機会がなかったため、1960年にシュトゥットガルト・バレエ団に移籍した。
シュトゥットガルトでは抽象作品のほか、ナレーションや映像が入る実験的な作品まで幅広く手掛けたが、今日でも評価が高いのは演劇性の高い物語バレエである。1958年に振付けていた 『ロミオとジュリエット』 は再演されシュトゥットガルトでレパートリーとして定着した。またプーシキンの小説をバレエ化した『オネーギン』はヒット作となり、このためにドイツの一地方都市のバレエ団に過ぎなかったシュトゥットガルト・バレエ団は世界中から招請を受けるカンパニーにまで成長した。また、1971年にシュトゥットガルト・バレエ団の付属バレエ学校（現ジョン・クランコ・スクール）を設立したが、この学校には1974年にクランコの業績を称えて「ジョン・クランコ」の名が冠された。
1973年6月、成功裡に終わった3度目のニューヨーク公演の帰路、医師から処方されていた睡眠薬・抱水クロラールを飛行機内で服用したところ、その副作用で嘔吐を起こし、窒息して意識不明となった。機長の判断でアイルランドのダブリン空港に緊急着陸したが、このときすでに絶命していた。45歳没。

## 人物
バレエを習うのは自分が踊るためでなく、振付家になるためというほど作品づくりに情熱を抱いていた。ダンサーとしての出演は1950年で終わったが、その後は作品の構想を得るために多い時で一日3冊の書籍を読んでいたという。
創作のみならず、他人を登用することにも長けていた。1950年代にダンサーとして伸び悩んでいたケネス・マクミランはクランコの勧めで振付を手掛けるようになった。またシュトゥットガルトではピーター・ライトをバレエマスターに起用して団の水準の底上げを図り、同時に作品も作らせていた（後に英国で活躍）。またソリストとして起用したマリシア・ハイデはやがてシュトゥットガルトの花形舞踊手となり、物語バレエのプリマとして有名になった。このほか、クランコの下からはノイマイヤー、イジ・キリアンといった振付家が育っている。
クランコ自身は、振付家として成功するには以下の3点が必要だと述べていた。
- あらゆる種類の舞踊を、しかるべき一流の学校で学んでおくこと
- 一級のダンサーと、一級の振付家を間近で観察する経験を積むこと
- 作った作品を積極的に上演する団体が存在すること

父方の祖母がユダヤ人であったために時折自身のアイデンティティに葛藤を抱いていた。晩年は酒量が多くなり、しらふのときは振付、それ以外は酔っているという状態であったという。少年時代から同性愛の性向があり、子供はもうけなかった。

## 主な作品
| 年   | 作品                 | 音楽                                       | 初演                                     |
| ---- | -------------------- | ------------------------------------------ | ---------------------------------------- |
| 1949 | 美女と野獣           | ラヴェル                                   | サドラーズ・ウェルズ・シアター・バレエ団 |
| 1951 | パイナップル・ポール | A・サリヴァン （C・マッケラス編曲）        | サドラーズ・ウェルズ・シアター・バレエ団 |
| 1957 | パゴダの王子         | ブリテン                                   | ロイヤル・バレエ団                       |
| 1958 | ロミオとジュリエット | プロコフィエフ                             | スカラ座バレエ団                         |
| 1965 | カルタ遊び           | ストラヴィンスキー                         | シュトゥットガルト・バレエ団             |
| 1965 | オネーギン           | チャイコフスキー （K=H・シュトルツェ編曲） | シュトゥットガルト・バレエ団             |
| 1965 | カルミナ・ブラーナ   | C・オルフ                                  | シュトゥットガルト・バレエ団             |
| 1969 | じゃじゃ馬ならし     | D・スカルラッティ （シュトルツェ編曲）     | シュトゥットガルト・バレエ団             |

※緑色は作曲そのものを委嘱したことを表す。